# Rumænien i Eurovision Song Contest
Rumænien debuterede ved Eurovision Song Contest i 1994, med rocksangeren Dan Bittman, men fik blot en 21. plads ud af 25 deltagende lande, og blev dermed udelukket for deltagelse i 1995.
I 1996 klarede de sig, ligesom Danmark, ikke gennem kvalifikationsrunden. Rumænien deltog først igen i Eurovision Song Contest 1998, da de valgte at trække sig i 1997 grundet økonomiske problemer. Det blev dog til endnu en dårlig placering, og dermed blev de atter udelukket i 1999.
Efter en dårlig placering igen i 2000 og udelukkelse i 2001 vendte Rumænien stærkt tilbage i 2002 og fik deres første gode placering, med en 9. plads. I 2003 fik de en 10. plads. De vendte for en kort stund tilbage til de dårlige placeringer i 2004 med en 18. plads, men fik derefter for alvor sit gennembrud med en tredjplads og en fjerdeplads i henholdsvis 2005 og 2006. Tredjepladsen blev senere gentaget i 2010.
Siden semifinalernes indførelse i 2004 har Rumænien været i finalen hvert år undtagen i 2018 hvor de blev repræsenteret af gruppen “The Humans” med sangen “Goodbye”, her fik de en samlet 27. plads og var dermed meget tæt på at kvalificere sig.

## Repræsentant
Nøgle
     Vinder
     Anden plads
     Tredje plads
     Sidste plads
     Deltager valgt, men konkurrerede ikke
| År                           | Kunstner                     | Sang                       | Sprog                                                | Oversættelse                 | Finale                 | Point                  | Semi                   | Point                  |
| ---------------------------- | ---------------------------- | -------------------------- | ---------------------------------------------------- | ---------------------------- | ---------------------- | ---------------------- | ---------------------- | ---------------------- |
| 1993                         | Dida Drăgan                  | "Nu pleca"                 | Rumænsk                                              | Gå ikke                      | Ikke kvalificeret      | Ikke kvalificeret      | 7                      | 38                     |
| 1994                         | Dan Bittman                  | "Dincolo de nori"          | Rumænsk                                              | Over skyerne                 | 21                     | 14                     | Ingen semifinaler      | Ingen semifinaler      |
| Deltog ikke i 1995           |                              |                            |                                                      |                              |                        |                        |                        |                        |
| 1996                         | Monica Anghel & Sincron      | "Ruga pentru pacea lumii"  | Rumænsk                                              | Bøn om verdensfred           | Ikke kvalificeret      | Ikke kvalificeret      | 29                     | 11                     |
| Deltog ikke i 1997           |                              |                            |                                                      |                              |                        |                        |                        |                        |
| 1998                         | Mălina Olinescu              | "Eu cred"                  | Rumænsk                                              | Jeg tror                     | 22                     | 6                      | Ingen semifinaler      | Ingen semifinaler      |
| Deltog ikke i 1999           |                              |                            |                                                      |                              |                        |                        |                        |                        |
| 2000                         | Taxi                         | "The Moon"                 | Engelsk                                              | Månen                        | 17                     | 25                     | Ingen semifinaler      | Ingen semifinaler      |
| Deltog ikke i 2001           |                              |                            |                                                      |                              |                        |                        |                        |                        |
| 2002                         | Monica Anghel & Marcel Pavel | "Tell Me Why"              | Engelsk                                              | Fortæl mig hvorfor           | 9                      | 71                     | Ingen semifinaler      | Ingen semifinaler      |
| 2003                         | Nicoleta Alexandru           | "Don't Break My Heart"     | Engelsk                                              | Knus ikke mit hjerte         | 10                     | 73                     | Ingen semifinaler      | Ingen semifinaler      |
| 2004                         | Sanda                        | "I Admit"                  | Engelsk                                              | Jeg tilstår                  | 18                     | 18                     | Top 10 året før        | Top 10 året før        |
| 2005                         | Luminiţa Anghel & Sistem     | "Let Me Try"               | Engelsk                                              | Lad mig prøve                | 3                      | 158                    | 1                      | 235                    |
| 2006                         | Mihai Trăistariu             | "Tornerò"                  | Engelsk, italiensk                                   | Jeg kommer tilbage           | 4                      | 172                    | Top 10 året før        | Top 10 året før        |
| 2007                         | Todomondo                    | "Liubi, Liubi, I Love You" | Engelsk, italiensk, spansk, russisk, fransk, rumænsk | Liubi, Liubi, jeg elsker dig | 13                     | 84                     | Top 10 året før        | Top 10 året før        |
| 2008                         | Nico & Vlad                  | "Pe-o margine de lume"     | Rumænsk, italiensk                                   | På den ene kant af verden    | 20                     | 45                     | 7                      | 94                     |
| 2009                         | Elena Gheorghe               | "The Balkan Girls"         | Engelsk                                              | Balkan-pigerne               | 19                     | 40                     | 9                      | 67                     |
| 2010                         | Paula & Ovi                  | "Playing with Fire"        | Engelsk                                              | Leger med ild                | 3                      | 162                    | 4                      | 104                    |
| 2011                         | Hotel FM                     | "Change"                   | Engelsk                                              | Ændre                        | 16                     | 77                     | 4                      | 111                    |
| 2012                         | Mandinga                     | "Zaleilah"                 | Spansk, engelsk                                      | —                            | 12                     | 71                     | 3                      | 120                    |
| 2013                         | Cezar                        | "It's My Life"             | Engelsk                                              | Det er mit liv               | 13                     | 65                     | 5                      | 83                     |
| 2014                         | Paula & Ovi                  | "Miracle"                  | Engelsk                                              | Mirakel                      | 12                     | 72                     | 2                      | 125                    |
| 2015                         | Voltaj                       | "De la capăt"              | Rumænsk, engelsk                                     | Fra begyndelsen              | 15                     | 35                     | 5                      | 89                     |
| 2016                         | Ovidiu Anton                 | "Moment of Silence"        | Engelsk                                              | Øjebliks stilhed             | Diskvalificeret af EBU | Diskvalificeret af EBU | Diskvalificeret af EBU | Diskvalificeret af EBU |
| 2017                         | Ilinca feat. Alex Florea     | "Yodel It!"                | Engelsk                                              | Jodl det!                    | 7                      | 282                    | 6                      | 174                    |
| 2018                         | The Humans                   | "Goodbye"                  | Engelsk                                              | Farvel                       | Ikke kvalificeret      | Ikke kvalificeret      | 11                     | 107                    |
| 2019                         | Ester Peony                  | "On a Sunday"              | Engelsk                                              | På en søndag                 | Ikke kvalificeret      | Ikke kvalificeret      | 13                     | 71                     |
| 2020                         | Roxen                        | "Alcohol You"              | Engelsk                                              | Alkohol dig                  | Konkurrence aflyst     | Konkurrence aflyst     | Konkurrence aflyst     | Konkurrence aflyst     |
| 2021                         | Roxen                        | "Amnesia"                  | Engelsk                                              | Amnesi                       | Ikke kvalificeret      | Ikke kvalificeret      | 12                     | 85                     |
| 2022                         | WRS                          | "Llámame"                  | Engelsk, spansk                                      | Ring til mig                 | 18                     | 65                     | 9                      | 118                    |
| 2023                         | Theodor Andrei               | "D.G.T. (Off and On)"      | Engelsk, rumænsk                                     | D.G.T. (af og på)            | Ikke kvalificeret      | Ikke kvalificeret      | 15                     | 0                      |
| Har ikke deltaget siden 2023 |                              |                            |                                                      |                              |                        |                        |                        |                        |

## Pointstatistik (1994-2023)

### Flest point til og fra - top 5
NB: Kun point givet i finalerne er talt med.
| Rumænien har givet flest point til | Rumænien har givet flest point til | Rumænien har givet flest point til |
| Placering                          | Land                               | Point                              |
| ---------------------------------- | ---------------------------------- | ---------------------------------- |
| 1                                  | Moldova                            | 182                                |
| 2                                  | Grækenland                         | 109                                |
| 3                                  | Sverige                            | 101                                |
| 4                                  | Rusland                            | 80                                 |
| 5                                  | Italien                            | 79                                 |

| Rumænien har modtaget flest point fra | Rumænien har modtaget flest point fra | Rumænien har modtaget flest point fra |
| Placering                             | Land                                  | Point                                 |
| ------------------------------------- | ------------------------------------- | ------------------------------------- |
| 1                                     | Moldova                               | 159                                   |
| 2                                     | Spanien                               | 142                                   |
| 3                                     | Israel                                | 96                                    |
| 4                                     | Grækenland                            | 69                                    |
| 5                                     | Portugal                              | 65                                    |

### 12 point til og fra
NB: Kun 12 point givet i finalerne er talt med.
| Rumænien har modtaget 12 point fra | Rumænien har modtaget 12 point fra | Rumænien har modtaget 12 point fra |
| År                                 | Jury                               | Televoting                         |
| ---------------------------------- | ---------------------------------- | ---------------------------------- |
| 2000                               | Nordmakedonien                     | Ingen separat televoting           |
| 2002                               | Nordmakedonien, Rusland            | Ingen separat televoting           |
| 2003                               | Rusland                            | Ingen separat televoting           |
| 2005                               | Israel, Portugal, Spanien          | Ingen separat televoting           |
| 2006                               | Moldova, Spanien                   | Ingen separat televoting           |
| 2007                               | Moldova, Spanien                   | Ingen separat televoting           |
| 2008                               | Moldova, Spanien                   | Ingen separat televoting           |
| 2009                               | Moldova                            | Ingen separat televoting           |
| 2010                               | Moldova                            | Ingen separat televoting           |
| 2011                               | Italien, Moldova                   | Ingen separat televoting           |
| 2012                               | Moldova                            | Ingen separat televoting           |
| 2014                               | Moldova                            | Ingen separat televoting           |
| 2015                               | Moldova                            | Ingen separat televoting           |
| 2017                               | Moldova                            | Irland, Moldova                    |

| Rumænien har givet 12 point til | Rumænien har givet 12 point til | Rumænien har givet 12 point til |
| År                              | Jury                            | Televoting                      |
| ------------------------------- | ------------------------------- | ------------------------------- |
| 1994                            | Tyskland                        | Ingen separat televoting        |
| 1998                            | Storbritannien                  | Ingen separat televoting        |
| 2000                            | Rusland                         | Ingen separat televoting        |
| 2002                            | Nordmakedonien                  | Ingen separat televoting        |
| 2003                            | Sverige                         | Ingen separat televoting        |
| 2004                            | Grækenland                      | Ingen separat televoting        |
| 2005                            | Moldova                         | Ingen separat televoting        |
| 2006                            | Moldova                         | Ingen separat televoting        |
| 2007                            | Moldova                         | Ingen separat televoting        |
| 2008                            | Grækenland                      | Ingen separat televoting        |
| 2009                            | Moldova                         | Ingen separat televoting        |
| 2010                            | Danmark                         | Ingen separat televoting        |
| 2011                            | Moldova                         | Ingen separat televoting        |
| 2012                            | Moldova                         | Ingen separat televoting        |
| 2013                            | Moldova                         | Ingen separat televoting        |
| 2014                            | Sverige                         | Ingen separat televoting        |
| 2015                            | Italien                         | Ingen separat televoting        |
| 2017                            | Holland                         | Moldova                         |
| 2018                            | Østrig                          | Moldova                         |
| 2019                            | Australien                      | Holland                         |
| 2021                            | Malta                           | Moldova                         |
| 2022                            | Ukraine                         | Moldova                         |
| 2023                            | Italien                         | Moldova                         |

### Flest point til og fra - alle lande
NB: Kun point givet i finalerne er talt med.
| Rumænien har givet point til | Rumænien har givet point til | Rumænien har givet point til |
| Placering                    | Land                         | Point                        |
| ---------------------------- | ---------------------------- | ---------------------------- |
| 1                            | Moldova                      | 182                          |
| 2                            | Grækenland                   | 109                          |
| 3                            | Sverige                      | 101                          |
| 4                            | Rusland                      | 80                           |
| 5                            | Italien                      | 79                           |
| 6                            | Tyrkiet                      | 70                           |
| 7                            | Ungarn                       | 67                           |
| 8                            | Ukraine                      | 65                           |
| 9                            | Spanien                      | 57                           |
| 10                           | Israel                       | 50                           |
| 11                           | Aserbajdsjan                 | 49                           |
| 12                           | Holland                      | 45                           |
| 13                           | Norge                        | 43                           |
| 14                           | Malta                        | 41                           |
| 15                           | Schweiz                      | 40                           |
| 16                           | Tyskland                     | 38                           |
| 17                           | Cypern                       | 37                           |
| 18                           | Danmark                      | 36                           |
| 19                           | Finland                      | 32                           |
| =                            | Nordmakedonien               | 32                           |
| 21                           | Australien                   | 31                           |
| =                            | Frankrig                     | 31                           |
| =                            | Storbritannien               | 31                           |
| 24                           | Bulgarien                    | 30                           |
| =                            | Portugal                     | 30                           |
| 26                           | Serbien                      | 28                           |
| 27                           | Belgien                      | 26                           |
| 28                           | Armenien                     | 25                           |
| =                            | Estland                      | 25                           |
| 30                           | Polen                        | 22                           |
| =                            | Østrig                       | 22                           |
| 32                           | Irland                       | 21                           |
| 33                           | Kroatien                     | 20                           |
| 34                           | Island                       | 15                           |
| 35                           | Serbien og Montenegro        | 14                           |
| 36                           | Slovenien                    | 12                           |
| 37                           | Tjekkiet                     | 11                           |
| 38                           | Albanien                     | 10                           |
| =                            | Litauen                      | 10                           |
| 40                           | Bosnien-Hercegovina          | 7                            |
| =                            | Letland                      | 7                            |
| 42                           | Hviderusland                 | 1                            |
| 43                           | Andorra                      | 0                            |
| =                            | Georgien                     | 0                            |
| =                            | Jugoslavien                  | 0                            |
| =                            | Luxembourg                   | 0                            |
| =                            | Marokko                      | 0                            |
| =                            | Monaco                       | 0                            |
| =                            | Montenegro                   | 0                            |
| =                            | San Marino                   | 0                            |
| =                            | Slovakiet                    | 0                            |

| Rumænien har modtaget point fra | Rumænien har modtaget point fra | Rumænien har modtaget point fra |
| Placering                       | Land                            | Point                           |
| ------------------------------- | ------------------------------- | ------------------------------- |
| 1                               | Moldova                         | 159                             |
| 2                               | Spanien                         | 142                             |
| 3                               | Israel                          | 96                              |
| 4                               | Grækenland                      | 69                              |
| 5                               | Portugal                        | 65                              |
| 6                               | Malta                           | 63                              |
| 7                               | Cypern                          | 61                              |
| 8                               | Irland                          | 56                              |
| 9                               | Frankrig                        | 45                              |
| 10                              | Italien                         | 43                              |
| 11                              | Nordmakedonien                  | 41                              |
| =                               | Norge                           | 41                              |
| 13                              | Aserbajdsjan                    | 39                              |
| =                               | Rusland                         | 39                              |
| 15                              | Belgien                         | 38                              |
| =                               | Østrig                          | 38                              |
| 17                              | Bulgarien                       | 33                              |
| =                               | Tyrkiet                         | 33                              |
| 19                              | Polen                           | 31                              |
| 20                              | Danmark                         | 28                              |
| =                               | Storbritannien                  | 28                              |
| 22                              | Sverige                         | 26                              |
| =                               | Ungarn                          | 26                              |
| 24                              | Albanien                        | 24                              |
| 25                              | Island                          | 23                              |
| 26                              | Andorra                         | 20                              |
| =                               | Holland                         | 20                              |
| 28                              | Kroatien                        | 19                              |
| 29                              | Serbien                         | 17                              |
| =                               | Tyskland                        | 17                              |
| 31                              | Letland                         | 14                              |
| =                               | Slovenien                       | 14                              |
| =                               | Ukraine                         | 14                              |
| 34                              | Bosnien-Hercegovina             | 13                              |
| 35                              | Estland                         | 11                              |
| =                               | Montenegro                      | 11                              |
| 37                              | Australien                      | 10                              |
| 38                              | Finland                         | 9                               |
| =                               | Litauen                         | 9                               |
| =                               | Schweiz                         | 9                               |
| 41                              | Hviderusland                    | 8                               |
| =                               | San Marino                      | 8                               |
| 43                              | Armenien                        | 7                               |
| =                               | Serbien og Montenegro           | 7                               |
| 45                              | Tjekkiet                        | 6                               |
| 46                              | Monaco                          | 4                               |
| 47                              | Slovakiet                       | 1                               |
| 48                              | Georgien                        | 0                               |
| =                               | Jugoslavien                     | 0                               |
| =                               | Luxembourg                      | 0                               |
| =                               | Marokko                         | 0                               |

## Kommentatorer og jurytalsmænd
| År   | Kommentator                        | Jurytalsmand         |
| ---- | ---------------------------------- | -------------------- |
| 1994 | Gabriela Cristea                   | Cristina Țopescu     |
| 1998 | Leonard Miron                      | Anca Țurcașiu        |
| 1999 | Leonard Miron                      | Deltog ikke          |
| 2000 | Leonard Miron                      | Andreea Marin        |
| 2001 | Leonard Miron                      | Deltog ikke          |
| 2002 | Ukendt                             | Leonard Miron        |
| 2003 | Ukendt                             | Leonard Miron        |
| 2004 | Ukendt                             | Andreea Marin        |
| 2005 | Ukendt                             | Berti Barbera        |
| 2006 | Ukendt                             | Andreea Marin        |
| 2007 | Ukendt                             | Andreea Marin        |
| 2008 | Leonard Miron                      | Alina Sorescu        |
| 2009 | Ukendt                             | Alina Sorescu        |
| 2010 | Leonard Miron & Gianina Corondan   | Malvina Cservenschi  |
| 2011 | Liana Stanciu & Bogdan Pavlică     | Malvina Cservenschi  |
| 2012 | Leonard Miron & Gianina Corondan   | Paula Seling         |
| 2013 | Liana Stanciu                      | Sonia Argint-Ionescu |
| 2014 | Ukendt                             | Sonia Argint-Ionescu |
| 2015 | Ukendt                             | Sonia Argint-Ionescu |
| 2017 | Liana Stanciu & Radu Andrei Tudor  | Sonia Argint-Ionescu |
| 2018 | Liliana Ștefan & Radu Andrei Tudor | Sonia Argint-Ionescu |
| 2019 | Liana Stanciu & Bogdan Stănescu    | Ilinca Băcilă        |
| 2021 | Bogdan Stănescu                    | Cătălina Ponor       |
| 2022 | Bogdan Stănescu & Kyrie Mendél     | Ingen jurytalsmand   |
| 2023 | Bogdan Stănescu & Kyrie Mendél     | Eda Marcus           |

## Galleri
- Todomondo i Helsinki (2007)
- Nico & Vlad i Beograd (2008)